# Nephrotoma toda
Nephrotoma toda är en tvåvingeart som beskrevs av Alexander 1951. Nephrotoma toda ingår i släktet Nephrotoma och familjen storharkrankar. Inga underarter finns listade i Catalogue of Life.